# Coleocephalocereus
Coleocephalocereus Backeb. è un genere di piante succulente della famiglia delle Cactacee.

## Tassonomia
Il genere comprende le seguenti specie:
- Coleocephalocereus aureus F.Ritter
- Coleocephalocereus braunii Diers & Esteves
- Coleocephalocereus buxbaumianus Buining
- Coleocephalocereus decumbens F.Ritter
- Coleocephalocereus fluminensis (Miq.) Backeb.
- Coleocephalocereus goebelianus (Vaupel) Buining
- Coleocephalocereus pluricostatus Buining & Brederoo
- Coleocephalocereus purpureus (Buining & Brederoo) F.Ritter